# Black Creek (hrabstwo Outagamie)
Black Creek – wieś w Stanach Zjednoczonych, w stanie Wisconsin, w hrabstwie Outagamie.